# Lamphiotes velazquezi
Lamphiotes velazquezi is een vlindersoort uit de familie van de prachtvlinders (Riodinidae), onderfamilie Riodininae.
Lamphiotes velazquezi werd in 1976 beschreven door Beutelspacher.